# Aristolochia wendeliana
Aristolochia wendeliana är en piprankeväxtart som beskrevs av Frederico Carlos Hoehne. Aristolochia wendeliana ingår i släktet piprankor, och familjen piprankeväxter. Inga underarter finns listade i Catalogue of Life.